# 한지율
한지율(한국 한자: 韓智聿, 2003년 8월 2일 ~ )는 대한민국의 축구 선수로, 포지션은 골키퍼이다. 현재 K리그1 대구 FC 소속이다.